# Vital (cépage)
Le vital est un cépage blanc portugais assez cultivé puisqu'il occupe environ 5 065 hectares. 

## Terroirs cultivés
Il est recommandé dans les régions de Trás-os-Montes, Beira Littorale, Ribatejo, Beira Intérieure Sud, Beira Intérieure Nord et Oeste. Sa culture est très répandue dans la région viticole de Torres Vedras. 

## Type de vin
Vinifié seul, il fournit des vins de consommation courante très alcoolisés. Par contre cette variété se révèle utile dans les assemblages où elles apportent l'alcool déficitaire à d'autres cépages. 

## Synonyme
Boal Bonifacio, Malvasia Corada, Malvasia Fina, Malvasia Fina do Douro, Santa Barbara.